# Bề mặt hành tinh

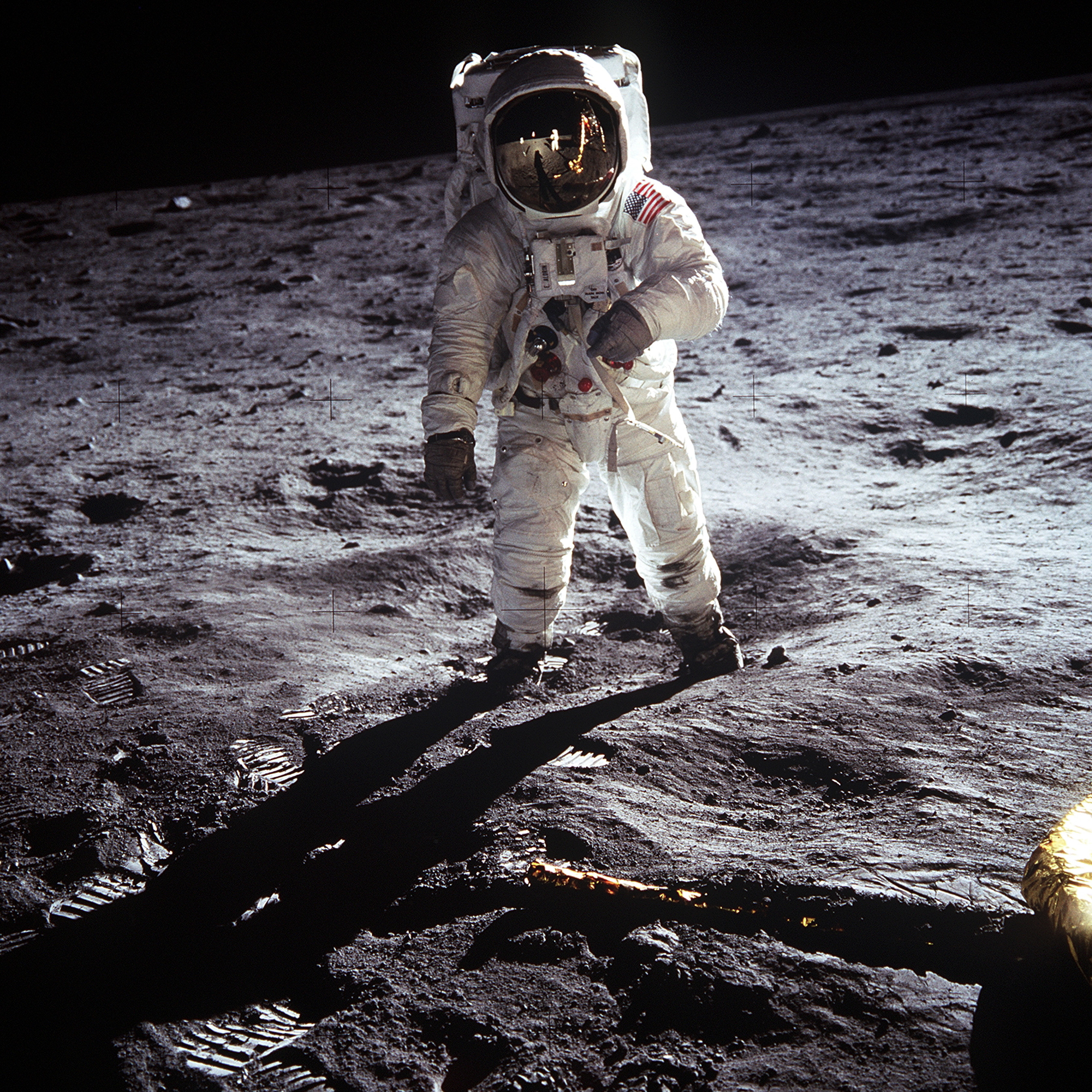
Phi hành gia của tàu Apollo 11 Buzz Aldrin bước đi trên bề mặt của Mặt Trăng (Tháng 7 năm 1969).

Bề mặt hành tinh là nơi mà các vật chất rắn (hoặc lỏng) của lớp vỏ bên ngoài trên những loại thiên thể nhất định tiếp xúc với bầu khí quyển hoặc không gian ngoài thiên thể. Bề mặt hành tinh được tìm thấy trên các vật thể cứng của trọng lượng hành tinh, bao gồm hành tinh đất đá (bao gồm cả Trái đất), hành tinh lùn, vệ tinh tự nhiên, vi thể hành tinh và nhiều thiên thể Hệ mặt trời nhỏ khác. Ngành nghiên cứu về bề mặt hành tinh là ngành thuộc địa chất học hành tinh, gọi là địa chất học bề mặt, nhưng cũng là trọng tâm nghiên cứu một nhiều lĩnh vực như bản đồ học hành tinh, địa hình học, địa mạo học, khoa học khí quyển và thiên văn học. Mặt đất là từ dùng để chỉ những bề mặt hành tinh không phải thể lỏng. Thuật ngữ hạ cánh được dùng để diễn tả việc một vật thể va chạm với một bề mặt hành tinh và thường ở vận tốc mà vật thể đó vẫn còn nguyên vẹn.

## Bề mặt của hành tinh khí khổng lồ
Thông thường thì các hành tinh khí khổng lồ không được coi là có một bề mặt, mặc dù chúng có lõi cứng cấu tạo từ đá hoặc những loại băng khác nhau, hoặc một lõi lỏng cấu tạo từ hydro kim loại. Tuy nhiên, lõi nếu như nó tồn tại thì cũng không đóng góp đủ vào trọng lượng hành tinh để được thực sự coi là một bề mặt. Một số nhà khoa học coi cái điểm mà ở đó áp lực khí quyển bằng bar, tương đương với áp suất khí quyển ở bề mặt Trái đất, thì sẽ là bề mặt của hành tinh.